# Аммосова Мотрона Іванівна
Мотрона Іванівна Аммосова (1930—2000) — якутська радянська колгоспниця, тваринник радгоспу «Усть-Янський» Янського району Якутської АРСР. Депутат Верховної Ради СРСР. Герой Соціалістичної Праці (1966).

## Біографія
Народилася 12 березня 1930 року. Саха. Член КПРС з 1966 року. Освіта неповна середня.
З 1946 року доярка колгоспу.
З 1953 року тваринник колгоспу, старший тваринник, зоотехнік-тваринник колгоспу.
З 1972 року старший тваринник колгоспу «Силянняхський» Усть-Янського району Якутської АРСР.
Указом Президії Верховної Ради СРСР від 22 березня 1966 року удостоєна звання Героя Соціалістичної Праці з врученням ордена Леніна і золотої медалі «Серп і Молот».
Депутат Ради Національностей Верховної Ради СРСР 9 скликання (1974—1979) від Булунського виборчого округу № 693 Якутській АРСР.